# Rozmierz (gromada)
Rozmierz – dawna gromada, czyli najmniejsza jednostka podziału terytorialnego Polskiej Rzeczypospolitej Ludowej w latach 1954–1972.
Gromady, z gromadzkimi radami narodowymi (GRN) jako organami władzy najniższego stopnia na wsi, funkcjonowały od reformy reorganizującej administrację wiejską przeprowadzonej jesienią 1954 do momentu ich zniesienia z dniem 1 stycznia 1973, tym samym wypierając organizację gminną w latach 1954–1972.
Gromadę Rozmierz z siedzibą GRN w Rozmierzu utworzono – jako jedną z 8759 gromad na obszarze Polski – w powiecie strzeleckim w woj. opolskim, na mocy uchwały nr VII/30/54 WRN w Opolu z dnia 4 października 1954. W skład jednostki weszły obszary dotychczasowych gromad Rozmierz, Rozmierka, Jędrynie i Sucha ze zniesionej gminy Rozmierka w tymże powiecie. Dla gromady ustalono 24 członków gromadzkiej rady narodowej.
7 kwietnia 1972 z gromady Rozmierz wyłączono część wsi Rozmierka (139 ha), włączając ją do Strzelec Opolskich.
Gromada przetrwała do końca 1972 roku, czyli do kolejnej reformy gminnej.